# Liste des chefs d'État centrafricains
Pour un article plus général, voir Président de la République centrafricaine.
Cet article dresse la liste des chefs d'État de la République centrafricaine. Depuis l'indépendance vis-à-vis de la France le 13 août 1960, la République centrafricaine, incluant l'Empire centrafricain de 1976 à 1979, a vu sept chefs d'État se succéder. Cette liste comprend non seulement les personnes qui ont prêté serment en tant que président de la République centrafricaine, mais aussi celles qui ont exercés la fonction de chefs d'État de facto.
Jean-Bedel Bokassa est chef d'État de facto — et règne également en tant qu'empereur de 1976 à 1979 —, tandis que David Dacko — qui est chef d'État de facto de 1979 à 1981 —, André Kolingba, Ange-Félix Patassé et François Bozizé sont élus à un moment ou à un autre de leur mandat. À ce jour, Kolingba est le seul à avoir volontairement quitté ses fonctions dans le cadre d'un processus démocratique, à la suite des élections générales de 1993.
L'actuel président de la République est Faustin-Archange Touadéra, depuis le 30 mars 2016.

## Liste des titulaires
| No                                      | Portrait                              | Titulaire titre                                                                   | Élection                              | Mandat                                | Mandat                                | Mandat                                | Parti politique                       | Parti politique                       | Notes |
| No                                      | Portrait                              | Titulaire titre                                                                   | Élection                              | Début                                 | Fin                                   | Durée                                 | Parti politique                       | Parti politique                       | Notes |
| République centrafricaine (1960-1976)   | République centrafricaine (1960-1976) | République centrafricaine (1960-1976)                                             | République centrafricaine (1960-1976) | République centrafricaine (1960-1976) | République centrafricaine (1960-1976) | République centrafricaine (1960-1976) | République centrafricaine (1960-1976) | République centrafricaine (1960-1976) | République centrafricaine (1960-1976) |
| --------------------------------------- | ------------------------------------- | --------------------------------------------------------------------------------- | ------------------------------------- | ------------------------------------- | ------------------------------------- | ------------------------------------- | ------------------------------------- | ------------------------------------- | --- |
| 1                                       | David Dacko                           | David Dacko (1930-2003) Président du gouvernement provisoire                      | —                                     | 14 août 1960                          | 12 décembre 1960                      | 5 ans, 4 mois et 18 jours             |                                       | MESAN                                 | Président du gouvernement à partir du 1er mai 1959, jusqu'à l'indépendance du pays le 13 août 1960,. |
| 1                                       | David Dacko                           | Président                                                                         | 1964                                  | 12 décembre 1960                      | 1er janvier 1966                      | 5 ans, 4 mois et 18 jours             |                                       | MESAN                                 | Président du gouvernement à partir du 1er mai 1959, jusqu'à l'indépendance du pays le 13 août 1960,. |
| 2                                       | Jean-Bedel Bokassa                    | Jean-Bedel Bokassa (1921-1996) Président                                          | Coup d'État                           | 1er janvier 1966                      | 4 décembre 1976                       | 10 ans, 11 mois et 3 jours            |                                       | Militaire                             | Prend le pouvoir après un coup d'État réussi contre David Dacko. Il change son nom en Salah Eddine Ahmed Bokassa après sa conversion à l'islam, le 20 octobre 1976.                                            |
| 2                                       | Jean-Bedel Bokassa                    | Jean-Bedel Bokassa (1921-1996) Président                                          | Coup d'État                           | 1er janvier 1966                      | 4 décembre 1976                       | 10 ans, 11 mois et 3 jours            | MESAN                                 |                                       | Prend le pouvoir après un coup d'État réussi contre David Dacko. Il change son nom en Salah Eddine Ahmed Bokassa après sa conversion à l'islam, le 20 octobre 1976.                                            |
| Empire centrafricain (1976-1979)        |                                       |                                                                                   |                                       |                                       |                                       |                                       |                                       |                                       | |
| 1                                       | Jean-Bedel Bokassa                    | Bokassa Ier (1921-1996) Empereur                                                  | —                                     | 4 décembre 1976                       | 21 septembre 1979                     | 2 ans, 9 mois et 17 jours             |                                       | MESAN                                 | Il dépense plus de 20 millions $, soit un tiers du PIB annuel du pays, pour son couronnement, le 4 décembre 1977.                                                                                              |
| République centrafricaine (depuis 1979) |                                       |                                                                                   |                                       |                                       |                                       |                                       |                                       |                                       | |
| 3                                       | David Dacko                           | David Dacko (1930-2003) Président                                                 | 1981                                  | 21 septembre 1979                     | 1er septembre 1981                    | 1 an, 11 mois et 11 jours             |                                       | MESAN                                 | Seconde fois en tant que président de la République centrafricaine. En février 1981, il instaure l'Union démocratique centrafricaine (UDC) comme parti unique du pays.                                         |
| 3                                       | David Dacko                           | David Dacko (1930-2003) Président                                                 | 1981                                  | 21 septembre 1979                     | 1er septembre 1981                    | 1 an, 11 mois et 11 jours             | UDC                                   |                                       | Seconde fois en tant que président de la République centrafricaine. En février 1981, il instaure l'Union démocratique centrafricaine (UDC) comme parti unique du pays.                                         |
| 4                                       | André Kolingba                        | André Kolingba (1936-2010) Président du comité militaire de redressement national | Coup d'État                           | 1er septembre 1981                    | 21 septembre 1985                     | 12 ans, 1 mois et 21 jours            |                                       | Militaire                             | Prend le pouvoir par un coup d'État en 1981. Il déjoue une tentative de renversement d'Ange-Félix Patassé, assisté de François Bozizé, le 3 mars 1982.                                                         |
| 4                                       | André Kolingba                        | Président et chef d'État                                                          | —                                     | 21 septembre 1985                     | 21 novembre 1986                      | 12 ans, 1 mois et 21 jours            |                                       | RDC                                   | Il instaure le Rassemblement démocratique centrafricain comme parti unique en mai 1986. |
| 4                                       | André Kolingba                        | Président                                                                         | 1986                                  | 21 novembre 1986                      | 22 octobre 1993                       | 12 ans, 1 mois et 21 jours            |                                       | RDC                                   | Il instaure le Rassemblement démocratique centrafricain comme parti unique en mai 1986. |
| 5                                       | Ange-Félix Patassé                    | Ange-Félix Patassé (1937-2011) Président                                          | 1993 1999                             | 22 octobre 1993                       | 15 mars 2003                          | 9 ans, 4 mois et 21 jours             |                                       | MLCP                                  | François Bozizé fait une tentative de coup d'État le 28 mai 2001. |
| 6                                       | François Bozizé                       | François Bozizé (né en 1946) Président                                            | Coup d'État                           | 15 mars 2003                          | 11 juin 2005                          | 10 ans et 9 jours                     |                                       | Militaire                             | Prend le pouvoir après un coup d'État. Il nomme peu de temps après Abel Goumba en tant que Premier ministre, ce dernier ayant déjà servi la fonction par intérim en 1959 jusqu'à son éviction par David Dacko. |
| 6                                       | François Bozizé                       | François Bozizé (né en 1946) Président                                            | 2005                                  | 11 juin 2005                          | 15 mars 2011                          | 10 ans et 9 jours                     |                                       | Indépendant                           | Prend le pouvoir après un coup d'État. Il nomme peu de temps après Abel Goumba en tant que Premier ministre, ce dernier ayant déjà servi la fonction par intérim en 1959 jusqu'à son éviction par David Dacko. |
| 6                                       | François Bozizé                       | François Bozizé (né en 1946) Président                                            | 2011                                  | 15 mars 2011                          | 24 mars 2013                          | 10 ans et 9 jours                     |                                       | KNK                                   | Prend le pouvoir après un coup d'État. Il nomme peu de temps après Abel Goumba en tant que Premier ministre, ce dernier ayant déjà servi la fonction par intérim en 1959 jusqu'à son éviction par David Dacko. |
| 7                                       | Michel Djotodia                       | Michel Djotodia (né en 1949) Président                                            | Coup d'État                           | 24 mars 2013                          | 18 août 2013                          | 4 mois et 25 jours                    |                                       | Militaire                             | Il est le chef de la coalition rebelle de Seleka durant la guerre civile alors en cours. |
| 7                                       | Michel Djotodia                       | Chef d'État de transition                                                         | —                                     | 18 août 2013                          | 10 janvier 2014                       | 4 mois et 25 jours                    |                                       | Militaire                             | Il est le chef de la coalition rebelle de Seleka durant la guerre civile alors en cours. |
| —                                       | Alexandre-Ferdinand N'Guendet         | Alexandre-Ferdinand N'Guendet (né en 1972) Chef d'État de transition              | intérim                               | 10 janvier 2014                       | 23 janvier 2014                       | 13 jours                              |                                       | RDR                                   | Il succède à Michel Djotodia après sa démission en raison de la troisième guerre civile. |
| —                                       | Catherine Samba-Panza                 | Catherine Samba-Panza (née en 1954) Chef d'État de transition                     | 2014                                  | 23 janvier 2014                       | 30 mars 2016                          | 2 ans, 2 mois et 7 jours              |                                       | Indépendant                           | Première femme chef d'État de la République centrafricaine. |
| 8                                       | Faustin-Archange Touadéra             | Faustin-Archange Touadéra (née en 1957) Président                                 | 2015-2016 2020                        | 30 mars 2016                          | en cours                              | 9 ans, 4 mois et 13 jours             |                                       | KNK                                   | Ancien Premier ministre sous la présidence de François Bozizé de 2008 à 2013. |
| 8                                       | Faustin-Archange Touadéra             | Faustin-Archange Touadéra (née en 1957) Président                                 | 2015-2016 2020                        | 30 mars 2016                          | en cours                              | 9 ans, 4 mois et 13 jours             | MCU                                   |                                       | Ancien Premier ministre sous la présidence de François Bozizé de 2008 à 2013. |